# În termeni foarte clari
În termeni foarte clari este un film românesc din 2017 regizat de Sebastian Mihăilescu. Rolurile principale au fost interpretate de actorii Marin Grigore.

## Distribuție
Distribuția filmului este alcătuită din:
- Marin Grigore — Camil